# Hofgårds järnväg
Hofgårds järnväg var en av Surahammars Bruk ägd och anlagd industribana mellan Surahammars Bruk och det likaledes ägda Lisjö bruk. I dagligt tal kallades järnvägen Lisjöbanan. Den hade den mycket ovanliga spårvidden 1093 mm och byggdes för att underlätta transporter till Surahammars bruk av bränsle, som huvudsakligen hämtades från Lisjö..
Hofgårds station låg vid Strömsholms kanals sluss i Surahammar. Den 10 kilometer långa järnvägen byggdes 1876 och revs 1928. Loket Vaulunder, som är byggt 1876 vid Kristinehamns Mekaniska Werkstad, finns i Surahammars bruksmuseum.
Det fanns tre typer av lastvagnar: en vagn för transport av timmer, kastved, torv, pinnar och slagg, en godsfinka för mjölk, kalvar, post, i vardagslag även passagerare och slutligen en personvagn för högtidligare tillfällen.